# Delfim Santos
Delfim Pinto dos Santos (n. 6 noiembrie 1907, Porto, Portugalia - d. 25 septembrie 1966, Cascais, Portugalia) a fost un filozof, pedagog, critic și profesor universitar portughez.

## Biografia
Născut în Porto, a început să lucreze la vârsta de unsprezece ani, ajutându-și tatăl, Arnaldo Pinto, în atelierul său de argintărie. Curând după moartea acestuia, care a survenit în 1922, pe când fiul avea doar cincisprezece ani, a înțeles că vocația sa era studiul și s-a înscris la cursurile liceale serale, terminând, în 1927, Cursul complementar de științe, iar apoi pe cel de litere. În perioada aceea a fost un participant plin de zel al activităților culturale și sportive ale YMCA (Asociația creștină a tineretului), cu caracter protestant.
În 1931 a obținut licența în științe istorico-filozofice, la Facultatea de litere a Universității din Porto. A fost elev al lui Leonardo Coimbra, cãruia i-a devenit prieten și admirator, deși nu a fost un discipol al filozofului Creaționismului. I-au mai fost profesori Luís Cardim, Teixeira Rego, Newton de Macedo și Aarão de Lacerda, și i-au fost condiscipoli Álvaro Ribeiro, Agostinho da Silva, Adolfo Casais Monteiro, Sant'Anna Dionísio și José Marinho, printre alții. După terminarea studiilor, și-a început stagiul la Liceul Național José Falcão, din Coimbra (1931-1932), întrerupându-l în anul școlar următor pentru a-și completa studiile cu disciplinele pedagogice la Universitatea din Coimbra și terminând în Lisabona, la Liceul Normal Pedro Nunes (1933-1934), unde, în iulie 1934, a dat Examenul de stat. A urmat cariera pedagogică în calitate de profesor asociat la Liceul Gil Vicente (până în 1935).
În octombrie 1935, a plecat la Viena pentru doi ani, ca bursier al Instituto de Alta Cultura (Institutul de Înaltă Cultură) pentru a studia cu filozofii Moritz Schlick, Karl Bühler și Othmar Spann, participând la seminariile Cercul de la Viena. Cu această ocazie a scris o lucrare critică despre neopozitivism, intitulată Situação Valorativa do Positivismo (Situația estimatorie a pozitivismului), pe care a prezentat-o ca raport final al bursei de studii la IAC. În semestrul de iarnă din 1936 a plecat la Berlin pentru un prim contact cu Nicolai Hartmann și cu Eduard Spranger, iar apoi la University College din Londra, în 1937, pentru a studia cu John Macmurray, la Trinity College (Cambridge), unde se exilase o parte din Cercul de la Viena, și unde a lucrat cu Charlie Dunbar Broad și cu George Edward Moore; acesta din urmă avea să fie înlocuit în 1939 de membrul cercului vienez Ludwig Wittgenstein.
În 1937 a revenit în Portugalia, pentru a pleca din nou în Germania ca lector de limbă portugheză la Universitatea din Berlin. Aici frecventează seminariile lui Nicolai Hartmann și vizitează orașul Freiburg cu scopul de a cunoaște gândirea lui Martin Heidegger, devenind un atent comentator al operei acestuia. Aici îi cunoaște pe Constantin Noica și Octavian Vuia, între alți intelectuali români care studiau în Germania, și cărora le devine prieten și corespondent.
A obținut titlul de doctor în 1940 la Facultatea de Litere a Universității din Coimbra, cu o dizertație despre Cunoaștere și Realitate, revenind apoi la Berlin până în 1942, dată la care se întoarce definitiv în Portugalia.
La Lisabona îl cunoaște pe Mircea Eliade, consilier cultural în cadrul diplomației române, cu care se împrietenește și va purta corespondență, Eliade menționându-l în Jurnalul Portughez, precum și în Jurnalul pe care-l va scrie mai târziu în Franța.
În 1946 a concurat pentru postul de profesor extraordinar la secția de științe pedagogice a Facultății de Litere a Universității din Lisabona cu dizertația Fundamentarea Existențială a Pedagogiei, iar în 1950 a devenit primul profesor de pedagogie din Portugalia. A condus catedrele de Istoria educației, Organizare și administrație școlară, Morală, și Istoria filozofiei antice (1943-47), precum și cursul de Pedagogie și didactică din 1948. A fost, de asemenea, profesor de psihologie și sociologie la Instituto de Altos Estudos Militares (Institutul de înalte studii militare) în diferiți ani școlari între 1955 și 1962.
A participat la numeroase congrese internaționale de filozofie din Europa, iar în 1949 a făcut parte din delegația portugheză la Congresul Național de Filozofie din Mendoza, Argentina; împreună cu alți intelectuali portughezi a luat parte, în 1954, la festivitățile celui de-al IV-lea Centenar al Întemeierii orașului São Paulo.
În 1962, a propus Fundației Calouste Gulbenkian să înființeze un Centru de cercetare pedagogică (Centro de Investigação Pedagógica) în cadrul acestei fundații, devenind directorul acestui centru din 1963 și până la moartea sa, survenită în 1966. A fost membru al Academiei de științe din Lisabona și, în onoarea sa, o școală din Lisabona, precum și diverse străzi din Portugalia, respectiv din Lisabona (Telheiras), din Outorela (Carnaxide), din Évora și din Custóias (Matosinhos) îi poartă numele.

## Opera
Aproape întreaga sa operă filozofică, pedagogică, critică și epistolară a lui DS a fost publicată în patru volume de Fundația Calouste Gulbenkian, cuprinzând de la teme esențialmente filozofice și pedagogice până la teme de cultură și de actualitate ce reflectă preocupările vremii sale: individul printre mase, umanitatea în război, omul și tehnica, toate climate cu efect de dezumanizare.
Se evidențiază următoarele studii:
- Situação Valorativa do Positivismo (Situația estimatorie a pozitivismului) (1938).
- Da Filosofia (Despre filozofie) (1940).
- Conhecimento e Realidade (Cunoaștere și realitate) (1940).
- Fundamentação Existencial da Pedagogia (Fundamentarea existențială a pedagogiei) (1946).
- O Pensamento Filosófico em Portugal (Gândirea filozofică în Portugalia) (1946).

Sensibil la valoarea pedagogică a filmului și la potențialitățile sale didactice, DS a dedicat comentarii și conferințe unor filme, printre care Fiul risipitor (Luis Trenker, Germania, 1934), Al treilea om (Carol Reed, SUA, 1949) și Umberto D. (Vittorio de Sica, Italia, 1952).
Unele articole și scrisori ale lui Delfim Santos pot fi citite online:
- SANTOS, Delfim. Carta a Hermann Hesse. Lisboa: 1948 (Scrisoare către Hermann Hesse. Lisabona:  1949)                                                                                                                      *SANTOS, Delfim. Da Ambiguidade na Metafísica. Mendoza: 1949 (Despre ambiguitate în metafizică. Mendoza: 1949)
- SANTOS, Delfim. Pedagogia como Ciência Autónoma. Mendoza: 1949 (Pedagogia ca știință autonomă. Mendoza: 1949)
- SANTOS, Delfim. Prefácio a 'Ele e o Outro' de Hermann Hesse. Lisboa: Guimarães eds. 1952 (Prefață la ‘El și celălalt’ de Herman Hesse. Lisabona: ed. Guimarães, 1952).

## Principalele teme
Latura filozofică a operei sale are o incidență specială în filozofia germană a sec. XX. Inițial, cercetarea sa se apleacă asupra inconvenienței aplicării metodelor matematice și a științelor naturale pentru studierea omului (critica neopozitivismului de la Viena). Se interesează apoi de ontofenomenologia lui Nicolai Hartmann, pe care îl alege ca îndrumător al cercetării sale în Berlin, și de caracterizarea realului, nu ca unitate, ci ca multiplicitate. Tot sub influența lui Hartmann aderă cu hotărâre la o "filozofie a problemelor", aporetică, și nu la cea a sistemelor și soluțiilor. În fine, explorează posibilitățile unei antropologii filozofice cu caracter existențial și aplicarea ei în pedagogie. Căutând să realizeze o sinteză 'existențială' între filozofie și pedagogie, a desfășurat o importantă activitate de actualizare și renovare a gândirii pedagogice portugheze prin diferite propuneri de structuri organice școlare și curriculare pentru toate nivelurile, de la grădiniță la universitate. S-au bucurat de o reflectare specială în opera sa problemele învățământului tehnic-profesional, cele ale orientării vocaționale și ale relevanței caracterologiei pentru educație; în domeniul istoriei educației a publicat studii despre paideia greacă și despre educatori străini precum Pestalozzi și Maria Montessori, precum și despre portughezul Adolpho Coelho, între alții.
În domeniul literar a fost colaborator doctrinar al grupului animator al revistei Presença și a menținut un contact persoal și epistolar cu scriitorul german Hermann Hesse (Premiul Nobel pentru Literatură în 1946), în a cărui operă se reflectă problematica educativă, din inițiativa sa publicându-se, în 1952, în Lisabona, prima traducere portugheză din Hesse, nuvela El și celălalt (Klein und Wagner), în traducerea Manuelei de Sousa Marques.